# Suður-Múlasýsla

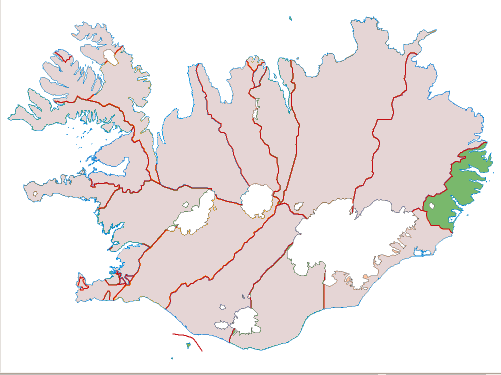
Carte de localisation de Suður-Múlasýsla

Suður-Múlasýsla est un comté islandais, situé dans la région de Austurland. Ce comté a une superficie de 3 980 km2.

## Municipalités
Le comté est situé dans la circonscription Norðausturkjördæmi et comprend les municipalités suivantes :
- Fljótsdalshérað
  - (Skriðdalshreppur)
  - (Vallahreppur)
  - (Eiðahreppur)
- Fjarðabyggð
  - (Mjóafjarðarhreppur)
  - (Norðfjarðarhreppur)
  - (Reyðarfjarðarhreppur)
  - (Fáskrúðsfjarðarhreppur)
  - (Búðahreppur)
  - (Stöðvarhreppur)
- Breiðdalshreppur
- Djúpavogshreppur
  - (Beruneshreppur)
  - (Búlandshreppur)
  - (Geithellnahreppur)